# Bet Sche’arim
Bet Scheʿarim (hebräisch בֵּית שְׁעָרִים Beit Schəʿarīm; durch die Übertragung aus dem Hebräischen auch in abweichenden Schreibungen) ist eine archäologische Stätte im Norden Israels. Die Ausgrabungen gehören heute zum Nationalpark Beit Scheʿarim.

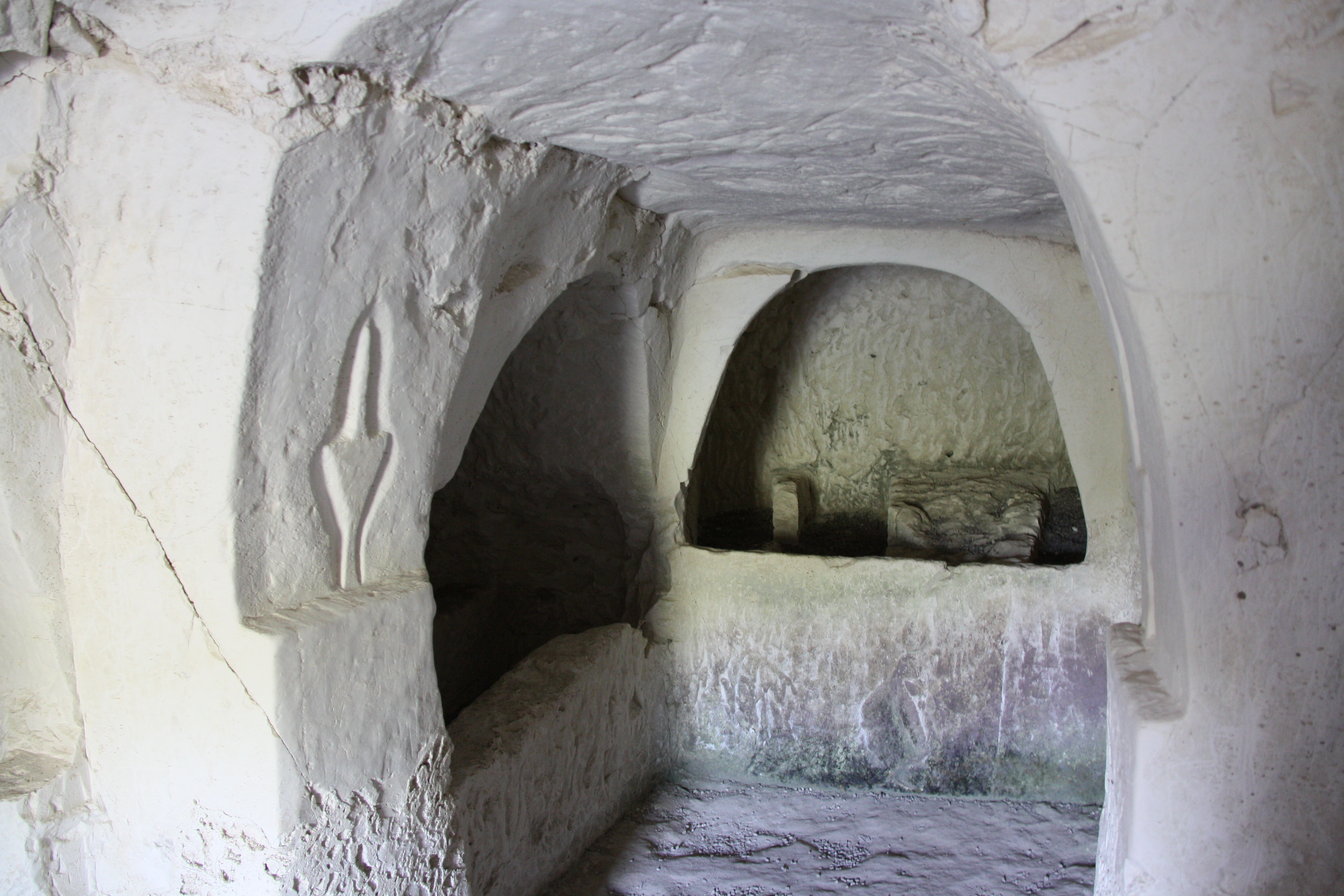
Palmengruft (Lulavim cavern)

## Allgemeine Angaben
Bet Scheʿarim liegt östlich des Karmelgebirges in unmittelbarer Nähe der Stadt Qirjat Ṭivʿōn; die nächste größere Stadt ist Haifa, das etwa 20 Kilometer nordwestlich liegt.
Zentraler Bestandteil des Nationalparks ist eine ausgedehnte Nekropole, die aus 33 unterirdischen Grabanlagen besteht. Diese Katakomben wurden im Berghang angelegt und teils mit aufwendigen Portalen verblendet. In den einzelnen Höhlen befanden sich bis zu 400 Gräber. Im 2. – 4. Jahrhundert n. Chr. war Bet Scheʿarim der wichtigste jüdischen Friedhof außerhalb Jerusalems.
Nahe der Nekropole befinden sich zudem die Überreste einer früheren Synagoge und ein Denkmal für Alexander Zaid, den Entdecker des Geländes.

## Geschichte
Die Gräberstadt von Bet Scheʿarim wurde in der Zeit vom 2. bis 4. nachchristlichen Jahrhundert angelegt. Im zweiten Jahrhundert verlegte Rabbi Jehuda ha-Nasi, zu der Zeit das spirituelle Oberhaupt des jüdischen Volkes, sein Lehrhaus nach Bet Scheʿarim. In der Folge hatte auch der Sanhedrin, dessen Oberhaupt ha-Nasi war, in Bet Scheʿarim zeitweise seinen Sitz. 
Nach der Zerstörung Jerusalems und dem gescheiterten Bar-Kochba-Aufstand kam Beit Scheʿarim große Bedeutung zu als ein Ort, an dem sich das Judentum regenerieren und erneuern konnte.
Da sich viele Mitglieder des Sanhedrin und auch Jehuda ha-Nasi in Bet Scheʿarim bestatten ließen, wollten auch andere Juden ebenfalls hier ihre letzte Ruhe finden. Inschriften zeigen, dass sich in Bet Scheʿarim nicht nur Juden aus der unmittelbaren Umgebung, sondern sogar aus weiter entfernten Städten wie Tyrus bestatten ließen.
Bet Scheʿarim wurde 1936 zufällig durch Alexander Zaid entdeckt, der in der Gegend eingesetzt war, um Land des Jüdischen Nationalfonds zu bewachen. Die Anlage von Bet Scheʿarim wurde in den 1930er und 1950er Jahren von Benjamin Mazar und Nahman Avigad ausgegraben. Zu diesem Zeitpunkt waren die Grabstätten bereits ausnahmslos ausgeraubt, viele der aus Stein gehauenen und verzierten Sarkophage sind jedoch noch erhalten.
Am 5. Juli 2015 wurden die Höhlen in der Liste der UNESCO-Welterbe aufgenommen. Laut der UNESCO sind die Katakomben „ein Schatz von Kunstwerken und Inschriften auf Griechisch, Aramäisch und Hebräisch“. Außerdem markiere die Stätte einen Meilenstein der jüdischen Erneuerung.